# Nerlens Noel
Pour les articles homonymes, voir Noel.
Nerlens Noel, né le 10 avril 1994 à Everett dans le Massachusetts, est un joueur américain de basket-ball. Il évolue au poste de pivot.

## Biographie

### Carrière au lycée
Nerlens Noel évolue dans l'équipe de basket du lycée Tilton School à Everett. Il est, grâce à sa grande taille, un des joueurs les plus prometteurs de sa génération.
Nerlens Noel est classé premier dans le classement des lycéens les plus prometteurs par ESPN.com.
Au printemps 2012, il est sélectionné pour participer à deux rencontres prestigieuses pour les joueurs de lycée : le Nike Hoop Summit et la Jordan Brand Classic.

### Carrière universitaire
Nerlens Noel est en négociation avec trois universités, Georgetown, Kentucky et North Carolina.
Le 12 avril 2012, il annonce qu'il rejoint les champions en titre, les Wildcats de l'université du Kentucky située à Lexington.
La saison 2012-2013 des Wildcats est catastrophique, l'équipe ne se qualifie pas pour le tournoi final et est éliminée dès le premier tour du National Invitation Tournament. Noel se blesse en février et ne peut rejouer jusqu'à la fin de la saison. Il récolte toutefois de nombreuses récompenses à la fin de l'année, que ce soit au niveau de sa conférence, SEC Freshman Of The Year, SEC Defensive Player Of The Year, SEC First Team, SEC All Freshman Team, premier cinq de la SEC par Associated Press ou au niveau national avec une place dans le premier cinq des débutants, ou freshman, désigné par Sporting News et dans le USBWA Freshman All-American.

### Carrière en NBA

#### Saison 2013-2014
Nerlens Noel se présente à la draft 2013 de la NBA et fait partie des favoris pour être choisi à la première place. Il est finalement choisi en 6e position par les Pelicans de La Nouvelle-Orléans mais est échangé dans la foulée, avec un choix de draft en 2014 contre le meneur des Sixers de Philadelphie, Jrue Holiday.
Sa blessure contractée en février 2013 s'avérant plus grave que prévu, les Sixers estiment que Noel ne devrait pas jouer lors de la saison 2013-2014.

#### Saison 2014-2015
En juillet 2014, Noel participe à la NBA Summer League 2014 avec les 76ers de Philadelphie. Lors de son premier match lors de la Summer League d'Orlando, Noel joue ses premières minutes de basketteur professionnel, terminant meilleur marqueur du match avec 19 unités dans la défaite des siens 83 à 77 chez le Magic d'Orlando.
Le 29 octobre 2014, Noel fait ses débuts attendus avec les 76ers où son équipe s'incline 103 à 91 chez les Pacers de l'Indiana. En moins de 35 minutes de jeu, en étant titulaire, il termine la rencontre avec 6 points à 2 sur 11 aux tirs, 10 rebonds et 3 contres. Deux jours plus tard, les 76ers exercent leur option sur la troisième année du contrat rookie de Noel, le prolongeant jusqu'à la saison 2015-2016. Ce jour-là, lors du déplacement et de la défaite chez les Bucks de Milwaukee, il termine la rencontre avec 14 points, 10 rebonds, 3 contres, 2 passes décisives et 1 interception. Le 30 janvier, lors de la victoire 103 à 94 contre les Timberwolves du Minnesota, il termine avec 14 points, 6 rebonds, 4 interceptions et 6 contres.
Le 13 février, il participe au Rising Stars Challenge où il marque 4 points et prend 4 rebonds dans la défaite de Team USA 121 à 112 contre la Team World. Le 20 février, lors de la défaite chez les Pacers de l'Indiana, il termine avec 12 points, 9 rebonds, 9 contres (son record en carrière) et 4 interceptions. Une semaine plus tard, contre les Wizards de Washington, Noel devient le troisième rookie des 76ers à contrer 100 ballons en une saison.

#### Saison 2015-2016
Le 30 octobre 2015, les 76ers exercent leur option sur la quatrième année de contrat de Noel, le prolongeant jusqu'à la saison 2016-2017. Le 30 décembre, il réalise l'un de ses meilleurs matches de la saison avec 20 points et 9 rebonds lors de la victoire 110 à 95 contre les Kings de Sacramento. Le 11 février, malgré sa sélection, il ne peut pas participer au Rising Stars Challenge en raison d'une tendinite au genou droit.

#### Saison 2016-2017
En février 2017, il est échangé contre Justin Anderson, Andrew Bogut et un tour de draft et envoyé aux Mavericks de Dallas.

#### Knicks de New York
En novembre 2020, Nerlens Noel rejoint les Knicks de New York pour une saison. En août 2021, Noel signe un contrat de trois ans avec les Knicks pour un salaire cumulé de 32 millions de dollars,.

#### Pistons de Detroit
En juillet 2022, Noel et Alec Burks sont envoyés, avec de l'argent et des choix de draft, aux Pistons de Détroit dans un échange contre les droits sur Nikola Radičević et un choix au second tour de la draft 2025. Il signe un buy-out fin février 2023 et est donc libéré des Pistons afin qu'il puisse s'engager où il le souhaite pour la fin de la saison.

#### Nets de Brooklyn
Début mars 2023, il signe aux Nets de Brooklyn pour un contrat de 10 jours,.

#### Kings de Sacramento
En juillet 2023, Noel rejoint les Kings de Sacramento pour une saison et 3,1 millions de dollars. Il est licencié en septembre.

## Statistiques

### Universitaires
Les statistiques en matchs universitaires de Nerlens Noel sont les suivantes :
| Saison    | Équipe   | Matchs | Titul. | Min./m | % Tir | % 3pts | % LF | Rbds/m. | Pass/m. | Int/m. | Ctr/m. | Pts/m. |
| --------- | -------- | ------ | ------ | ------ | ----- | ------ | ---- | ------- | ------- | ------ | ------ | ------ |
| 2012-2013 | Kentucky | 24     | 24     | 31,9   | 59,0  | 0,0    | 52,9 | 9,46    | 1,58    | 2,08   | 4,42   | 10,46  |
| Total     | Total    | 24     | 24     | 31,9   | 59,0  | 0,0    | 52,9 | 9,46    | 1,58    | 2,08   | 4,42   | 10,46  |

### Professionnels

#### Saison régulière
| Saison    | Équipe        | Matchs | Titul. | Min./m | % Tir | % 3pts | % LF | Rbds/m. | Pass/m. | Int/m. | Ctr/m. | Pts/m. |
| --------- | ------------- | ------ | ------ | ------ | ----- | ------ | ---- | ------- | ------- | ------ | ------ | ------ |
| 2014-2015 | Philadelphie  | 75     | 71     | 30,8   | 46,2  | 0,0    | 60,9 | 8,15    | 1,71    | 1,77   | 1,89   | 9,92   |
| 2015-2016 | Philadelphie  | 67     | 62     | 29,3   | 52,1  | 50,0   | 59,0 | 8,09    | 1,82    | 1,76   | 1,49   | 11,15  |
| 2016–2017 | Philadelphie  | 29     | 7      | 19,4   | 61,1  | 0,0    | 68,3 | 4,97    | 1,03    | 1,48   | 0,90   | 8,86   |
| 2016–2017 | Dallas        | 22     | 12     | 21,9   | 57,5  | 0,0    | 70,8 | 6,82    | 0,91    | 1,00   | 1,09   | 8,55   |
| 2017–2018 | Dallas        | 30     | 6      | 15,7   | 52,4  | 0,0    | 75,0 | 5,60    | 0,67    | 1,03   | 0,73   | 4,37   |
| 2018–2019 | Oklahoma City | 77     | 2      | 13,7   | 58,7  | 0,0    | 68,4 | 4,22    | 0,58    | 0,86   | 1,25   | 4,91   |
| 2019–2020 | Oklahoma City | 61     | 7      | 18,5   | 68,4  | 33,3   | 75,5 | 4,92    | 0,93    | 0,97   | 1,49   | 7,36   |
| 2020–2021 | New York      | 64     | 41     | 24,2   | 61,4  | 0,0    | 71,4 | 6,40    | 0,70    | 1,10   | 2,20   | 5,10   |
| 2021–2022 | New York      | 25     | 11     | 22,5   | 53,3  | 0,0    | 70,0 | 5,60    | 0,90    | 1,20   | 1,20   | 3,40   |
| Total     | Total         | 450    | 219    | 22,4   | 54,9  | 15,4   | 65,5 | 6,20    | 1,10    | 1,30   | 1,50   | 7,30   |

#### Playoffs
| Saison | Équipe        | Matchs | Titul. | Min./m | % Tir | % 3pts | % LF | Rbds/m. | Pass/m. | Int/m. | Ctr/m. | Pts/m. |
| ------ | ------------- | ------ | ------ | ------ | ----- | ------ | ---- | ------- | ------- | ------ | ------ | ------ |
| 2019   | Oklahoma City | 5      | 0      | 12,1   | 60,0  | 0,0    | 0,0  | 3,80    | 0,00    | 0,40   | 0,60   | 4,80   |
| 2020   | Oklahoma City | 7      | 0      | 13,9   | 47,1  | 0,0    | 50,0 | 4,14    | 0,43    | 0,29   | 0,71   | 3,00   |
| 2021   | New York      | 5      | 2      | 18,4   | 50,0  | 0,0    | 81,3 | 4,00    | 0,20    | 0,80   | 0,60   | 4,60   |
| Total  | Total         | 17     | 2      | 14,6   | 53,2  | 0,0    | 64,3 | 4,00    | 0,20    | 0,50   | 0,60   | 4,00   |

## Records sur une rencontre en NBA
Les records personnels de Nerlens Noel en NBA sont les suivants, :
| Type de statistique        | Saison régulière | Saison régulière          | Saison régulière | Playoffs | Playoffs                    | Playoffs      |
| Type de statistique        | Record           | Adversaire                | Date             | Record   | Adversaire                  | Date          |
| -------------------------- | ---------------- | ------------------------- | ---------------- | -------- | --------------------------- | ------------- |
| Points                     | 30               | Clippers de Los Angeles   | 27 mars 2015     | 12       | @ Hawks d'Atlanta           | 28 mai 2021   |
| Paniers marqués            | 12               | Clippers de Los Angeles   | 27 mars 2015     | 4        | 2 fois                      | 2 fois        |
| Paniers tentés             | 18               | 2 fois                    | 2 fois           | 6        | @ Trail Blazers de Portland | 16 avril 2019 |
| Paniers à 3 points réussis | 1                | 2 fois                    | 2 fois           | -        | -                           | -             |
| Paniers à 3 points tentés  | 1                | 13 fois                   | 13 fois          | 1        | @ Rockets de Houston        | 29 août 2020  |
| Lancers francs réussis     | 8                | @ Heat de Miami           | 23 février 2015  | 10       | @ Hawks d'Atlanta           | 28 mai 2021   |
| Lancers francs tentés      | 11               | @ Cavaliers de Cleveland  | 20 décembre 2015 | 12       | @ Hawks d'Atlanta           | 28 mai 2021   |
| Rebonds offensifs          | 8                | 3 fois                    | 3 fois           | 5        | @ Trail Blazers de Portland | 14 avril 2019 |
| Rebonds défensifs          | 13               | Grizzlies de Memphis      | 3 mars 2017      | 8        | @ Rockets de Houston        | 29 août 2020  |
| Rebonds totaux             | 17               | 2 fois                    | 2 fois           | 9        | 2 fois                      | 2 fois        |
| Passes décisives           | 6                | Bucks de Milwaukee        | 10 novembre 2019 | 1        | 4 fois                      | 4 fois        |
| Interceptions              | 7                | Wizards de Washington     | 17 mars 2016     | 3        | @ Hawks d'Atlanta           | 28 mai 2021   |
| Contres                    | 9                | Pacers de l'Indiana       | 20 février 2015  | 2        | 2 fois                      | 2 fois        |
| Balles perdues             | 6                | @ Clippers de Los Angeles | 3 janvier 2015   | 3        | Trail Blazers de Portland   | 19 avril 2019 |
| Minutes jouées             | 47               | @ Knicks de New York      | 18 janvier 2016  | 24       | Hawks d'Atlanta             | 23 mai 2021   |

- Double-double : 46
- Triple-double : 0

Dernière mise à jour : 16 août 2022

## Salaires
| Année       | Équipe        | Salaire      |
| ----------- | ------------- | ------------ |
| 2013-2014   | Philadelphie  | 3 172 320 $  |
| 2014-2015   | Philadelphie  | 3 315 120 $  |
| 2015-2016   | Philadelphie  | 3 457 800 $  |
| 2016-2017   | Dallas        | 4 384 490 $  |
| 2017-2018   | Dallas        | 4 187 599 $  |
| 2018-2019   | Oklahoma City | 1 757 429 $  |
| 2019-2020   | Oklahoma City | 2 028 594 $  |
| 2020-2021   | New York      | 5 000 000 $  |
| 2021-2022   | New York      | 8 000 000 $  |
| 2022-2023   | Détroit       | 9 240 000 $  |
| Total Gains | Total Gains   | 44 543 352 $ |

## Divers
En octobre 2014, il rompt son contrat avec Reebok.